# Залізнична світлофорна сигналізація

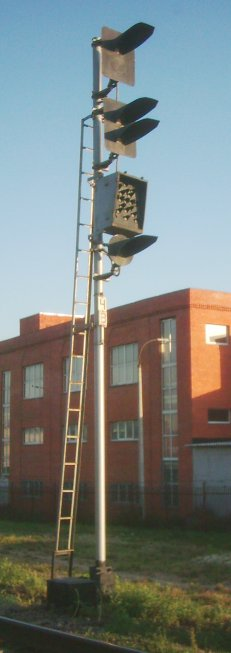
Мачтовий вхідний світлофор з маршрутним вказівником без зеленого вогню

Залізни́чна світлофо́рна сигналіза́ція — частина сигналізації на залізницях та рейковому транспорті, виконана на основі залізничних світлофорів. Маючи в цілому конструктивно і зовні подібні світлофори, різні системи рейкового транспорту використовують різні системи значень (сигнальних покажчиків), тобто наказів машиністу (водію рухомого складу), що містять різний зміст, і належать до різних систем передачі покажчиків у вигляді зорового образу.

## Світлофорна сигналізація у світі

### Значення, що виражаються світлофорною (і семафорною) сигналізацією

#### Поїзна сигналізація
Спочатку світлофорна (точніше, семафорна) сигналізація була створена для регулювання руху поїздів. В першу чергу під цим малося на увазі дозвіл або заборона поїзду вступати на деяку ділянку колії, з метою запобігання зіткнення потягів з рухомим складом або вступу поїзда на неготовий маршрут (тобто не перекладені, недоперекладені, не замкнуті стрілки, пошкоджену ділянку колії тощо), а також часто просто з метою передачі поїзду вказівки відправлятися зі станції в певний час або затриматися. На основі цього розвивалася далі поїзна світлофорна сигналізація. Тому найперші, базові покажчики поїзної світлофорної сигналізації - «стій! проїзд заборонений» і «проїзд дозволений».
Також природним чином було прийнято, що саме місце встановлення світлофора позначає точку, за яку поїзд не повинен заїзджати при заборонному покажчику. Перший спосіб був досить простий і дешевий в реалізації, але незручний і дорогий в експлуатації - особливо при інтенсивному русі. Він полягав у тому, що після руху по ділянці без сигналів - на великій швидкості - наближаючись до сигналу і ще не бачачи його показання, машиніст повинен був просто знижувати швидкість, відповідно до видимісті, щоб опинитися в стані загальмувати перед сигналом, якщо він виявиться закритий. Для вказівки того, що поїзд наближається до сигналу (зазвичай це стосувалося до вхідних сигналів станцій), використовували спеціальні сигнальні знаки, що розставляються на певних відстанях до сигналу. У німецькій і потім російської традиції вони мали вигляд прямокутних вертикальних білих табличок з косими смугами (зазвичай чорного кольору) числом від 1 до 3-4: табличка з 1 смугою розміщувалася на відстані гальмівного шляху з деякою добавкою, а з 2, 3 і, іноді, 4 смугами - перед нею, через якісь рівні проміжки, наприклад, 100 метрів. Знайомі автомобілістам дорожні знаки перед переїздом абсолютно характерного вигляду - практично прямі нащадки тих табличок, і відрізняються від них хіба що кольором смуг і, можливо, розміром.
Аналогічно робилося і з вихідними сигналами станцій, якщо вони взагалі встановлювалися (дозвіл на відправлення на перегін часто давався усним наказом, або у вигляді записки, або шляхом передачі жезла, або ручним видимим сигналом чергового по станції). Передбачалося, що поїзд в будь-якому випадку повинен зупинитися або хоча б сильно зменшити швидкість на станції.
Зрозуміло, що це не підходило для всіх ділянок і станцій - адже багатьом поїздам не було потрібно зупинятися на станції, а зайва втрата часу при «підповзанні» до вхідного сигналу не тільки збільшувала час у дорозі, але і знижувала пропускну здатність, оскільки затримувала звільнення перегону і дозвіл на відправлення туди наступного поїзда, а також, звичайно, приводила до перевитрати палива на зайві розгони.
Тому незабаром було ухвалено й інший спосіб, який і є ще однією основою більшості сучасних систем залізничної сигналізації. Він полягав у використанні попереджувальних сигналів, розташованих, як і вищеописані таблички, на відстані гальмівного шляху, при цьому самі таблички часто також використовувалися (і використовуються на деяких залізницях і в даний час), щоб в свою чергу попередити машиніста про наближення до попереджувальному сигналу, щоб він не пропустив його, наприклад, під час туману, зливи, хуртовини. Попереджувальний сигнал прямо інформує машиніста про показання основного сигналу; при цьому машиніст повинен припускати, що стан основного сигналу не зміниться з тих пір, як він проїхав повз попереджувальний, і ще не побачив показання основного. Звичайно, на відкриття основного сигналу в такий момент не накладається ніяких обмежень, і машиніст повинен сприймати таку ситуацію як нормальну (хоча це і незручність), але закриття відкритого сигналу перед поїздом, хоча і можливо, але, ймовірно, говорить про якусь аварійну ситуацію, і природно, не виключає проїзд поїздом цього сигналу, так як гальмівного шляху може вже не вистачити.
Вочевидь, що за зовнішнім виглядом покажчики попереджувального сигналу повинні чітко відрізнятися від покажчиків основного. Особливо відрізнятися має покажчик, який попереджає про заборонний, від самого забороного, в той час як дозволяє і попереджувала про дозвільному показанні відносно допустимо робити і порівняно схожими (але все-таки відрізнятися вони - на цій стадії розвитку сигналізації - обов'язково повинні, щоб не створити плутанину , адже відкритий вхідний сигнал, наприклад, початково вимагав тим не менш зупинки на станції).
Спочатку попереджувальні сигнали встановлювалися перед вхідними сигналами станцій і сигналами ручних або напівавтоматичних блок-постів на перегонах. Пізніше для забезпечення наскрізного проходження через станцію без зайвого зниження швидкості попереджувальні сигнали стали ставити і на вході на станцію, зазвичай поруч або разом з вхідним сигналом. Аналогічно робили і на системах автоблокування, що з'явилися тоді — або окремим попереджувальним сигналом забезпечувався кожен основний сигнал, або, частіше, через часте розташування сигналів — практично на відстані гальмівного шляху — попереджувальний сигнал поєднувався на одній щоглі з попереднім основним сигналом. Зрозуміло, що виносити попереджувальний сигнал ще далі за попередній основний було не можна, так як це викликало б плутанину з приводу того, до якого сигналу відноситься даний попереджувальний.
З поширенням такої практики - поєднання на одній щоглі основного сигналу (тобто здатного вимагати зупинки перед ним) і попереджувального сигналу для наступного основного - стало ясно, що на відміну від попереджувального сигналу, що стоїть окремо, якого поїзд не досягав при закритому попередньому основному, необхідна ув'язка показань між ними, щоб не виникало ситуації, коли при закритому основному сигналі видно попереджувальний, який свідчить про те, що відкритий наступний сигнал, тому що цей наступний сигнал не відноситься до даного поїзду, який просто не повинен заїжджати за закритий сигнал (може бути, цей сигнал відноситься до поїзду, який іде попереду, може бути, шлях за сигналом розгалужується, і при невстановленому маршруті зовсім не визначено, який же саме сигнал взагалі є наступним). Хоча про це міг би подбати сам машиніст, це вже шкідлива перевантаження його непотрібною інформацією, і тому стало прийнято не показувати на попереджувальному дозвільне показання, коли основний сигнал на тій же щоглі закритий: або при цьому показувалося показання, яке попереджає про закриті сигнали, або взагалі якесь нейтральне показання, таке, як вертикальне, заховане за щоглу крило семафора або погашений вогонь.
Також стало зрозуміло, що на лініях і системах, де така розстановка сигналів переважає, можливо і зручно взагалі повністю поєднати свідчення цих сигналів. В результаті, там, де їх дійсно поєднали (наприклад, на багатьох дорогах в США), вже основні сигнали стали давати попереджувальні показання: тепер показань основного сигналу вже 3: «Стій!», «Дозволяється проїжджати сигнал, наступний сигнал закритий», «дозволяється проїжджати сигнал, наступний сигнал відкритий». При цьому показання тих сигналів, які за змістом і взаємозалежності не зв'язувалися між собою, тобто окремо розташованих попереджувальних сигналів, і основних сигналів, що не дають інформації про показання наступного основного сигналу (наприклад, коли наступний сигнал за багато кілометрів), могли або залишатися відмінними від нових суміщених сигналів, або уніфіковувались з ними у відповідності зі здоровим глуздом, а відмінність залишалася тільки в зовнішньому оформленні або маркуванні сигналу. Станом на сьогоднішній день залізнична сигналізація США занадто неоднорідна та різна відповідно до кожного штату. Часто машиністам доводиться вчити сигнали всіх цих штатів.
У тих системах сигналізації, де це було зроблено, стало можливим так само вводити більш далеке попередження про закрите сигналі - вже не на наступному, а через один сигнал (і в принципі навіть далі), просто вводячи ще одне свідчення, а не збільшуючи число самих сигналів на одній щоглі. Це дає можливість або збільшити швидкість, не змінюючи в цілому розстановку сигналів, або при незмінній швидкості поїздів зменшити майже в 2 рази довжину блок-ділянок (відстань між сигналами), одночасно кілька зменшивши (практично - приблизно в 1,4 рази при відносно вільного руху і більш, ніж в 1,5 рази при обмеженому русі) мінімально можливий міжпоїзний інтервал. Таким чином, в цьому аспекті можна системи світлофорної / семафорної сигналізації розділити на 2 принципово різних типи - зі збереженням окремих попереджувальних сигналів, встановлених при основних сигналах, і з об'єднаними показаннями.
Однак, крім вказівки про заборону / дозвіл проїзду взагалі, з'ясувалося, що машиніст потребує також в інформації про допустиму швидкість руху. При цьому мова йде не просто про якісь постійних обмеженнях швидкості на певній ділянці, про яких машиніст повинен знати і пам'ятати і без сигналів, і які, як правило, позначаються якимись постійними знаками уздовж шляху, і не тимчасових, при яких машиніст також повинен бути поінформований заздалегідь, а про обмеження швидкості, що визначаються тим, який маршрут встановлений для поїзда. Найбільш часто мова йде про різницю між проходження стрілочного переводу по прямому напрямку і по відхиленню. На широкої колії залізницях допустима швидкість проходження по відхиленню через більшість стрілочних переводів встановлена від 20 до 50 км/год, в той час як швидкість руху по головній колії набагато більше. Фактично в наш час гальмівний шлях, необхідний для зниження швидкості зі встановленої для головної колії, до швидкості проходження по відтинку, мало відрізняється від гальмівного шляху для зупинки, а вимога зниження швидкості також критична для безпеки руху.
При виконанні цього завдання в різних системах сигналізації пішли різними шляхами, через що ці системи прийнято розрізняти ще за однією ознакою - швидкісна або маршрутна сигналізація (в англ. Прийняті словосполучення route signalling і speed signalling), а також різні інші варіанти, які не можна вважати чисто швидкісними або чисто маршрутними.
Основна ідея чисто маршрутної сигналізації: сигнали, крім показань, розглянутих вище, які залишаються принципово незмінними, в тих випадках, коли знаходяться на наближенні до розгалуження, мають додаткові свідчення, точно вказують машиністу маршрут, по якому буде спрямований потяг, а машиніст, виходячи з цього і знаючи допустимі швидкості для всіх можливих маршрутів, визначає свої подальші дії. Часто маршрутів виявляється дуже багато, і може вказуватися не конкретний повний маршрут, а якась група маршрутів, яка тим не менш реально (топологічно) існує і швидкість за якими до деяких точок в принципі однакова.
Відповідно, в рамках цієї концепції вказівку точного маршруту було б необхідно на відстані принаймні гальмівного шляху до точки, де починає відрізнятися допустима швидкість, з повторенням на кожному сигналі після першого вказівки.
Ідея чисто швидкісної сигналізації - власне сигнал не має свідчень, що вказують конкретний маршрут, але вказує конкретну швидкість, з якою допускається рух за ним. Найчастіше в таких системах вказівку швидкості об'єднується з основним сигналом, так що заборонне показання виявляється природною найнижчою, нульовий щаблем швидкості, вище якої йдуть інші - що дозволяють рух ступені, аж до т. Зв. встановленої швидкості. Відповідно, і в показання предуп редітельного сигналу вводяться аналогічні ступені, а якщо попереджувальні і основні (а то і більш далекі попереджувальні) показання об'єднані, то все це об'єднується в єдине свідчення. Тому в такому випадку порівняно складних показань може бути вже досить багато. Однак при цьому ці покажчики можуть бути досить легкими в сприйнятті.
У деяких випадках, наприклад, у Великій Британії, використовували й інший спосіб: хоча покажчики сигналів залишалися незмінними при будь-якому маршруті, а маршрутний покажчик встановлювався тільки на сигналі безпосередньо перед розгалуженням, при прийомі по відхиленню цей сигнал відкривали тільки при наближенні поїзда на невелику відстань, ніж гарантувалося, що машиніст знизить швидкість перед ще закритим сигналом. Також у Великій Британії використовувалися різні інші варіації цього способу, більш чи менш ефективні.

#### Маневрова сигналізація
Окрім поїздів, на залізницях рухаються також маневрові состави. Одна з принципових відмінностей, за якими історично стали відрізняти маневрову роботу від руху поїздів - те, що маневрові состави завжди рухаються в межах станції або на під'їзних коліях маневрового руху, тобто не виходять на перегін (крім спеціальних, що виникли пізніше, винятків). Також для маневрової роботи характерно, що маневрові состави часто повинні заходити на зайняті рухомим складом ділянки колії, в тому числі для причеплення до стоїть там рухомого складу, що маршрути маневрових составів на станції, як правило, більш різноманітні, ніж поїзні, і що при маневровій роботі потрібні максимально оперативне переведення стрілок і подача сигналів, вказівок, які дозволяють почати рух, а також порівняно малими швидкостями. Тобто, інакше кажучи, сигналізація для маневрових пересувань важче піддається формалізації, ніж для поїзних, особливо якщо стоїть завдання не надто знизити ефективність і гнучкість маневрової роботи. Це є однією з причин того, що в багатьох випадках на станціях, де рух поїздів регулюється світлофорами або семафорами, а стрілки включені в централізацію або замикаються навіть при ручному управлінні, при маневрах віддається перевага ручному перекладу стрілок (або місцевому управлінню при електроприводі) і ручним сигналам (або звуковим, усним, по рації і т. ін.).
За такої практики поїзні сигнали, що зустрічаються на шляху маневрового складу, ігноруються. Недолік такого способу маневрової роботи полягає в тому, що через помилку працівника, який керуює переведенням стрілок і дає ручні сигнали, маневровий состав може піти по неготовому маршруту, розрізати стрілку, і - найнебезпечніше - вийти на приготований маршрут поїзда. При семафорному або світлофорному регулюванні маневрової роботи з'являється можливість технічними засобами виключити таку помилкову подачу сигналів.

### Історія світлофорної і семафорної сигналізації, світлофорна сигналізація в світі
Взагалі кажучи, спочатку майбутні світлофорні покажчики розвивалися як нічні покажчики паралельно з денними семафорними покажчиками, але з появою більш яскравого і такого, що краще піддається фокусуванню, джерела світла, ніж гасовий ліхтар, і в той же час не вимагає такого постійної уваги і не містить рухомих частин, як, скажімо, дугова лампа - лампи розжарювання - перевагу поступово стали віддавати світлофорам, що раніше слугували тільки нічними покажчиками. З одного боку, це істотно спростило і здешевило будівництво та експлуатацію сигналізації, так як зникає різниця між різними за формою денними і нічними сигналами, і дозволило будувати на основі світлофорів складніші покажчики, які напевно були б занадто важкими для сприйняття на базі поворотних крил. Але з іншого боку, досить часто зустрічаються такі ситуації, коли вдень видимість денного покажчика семафора була б, безсумнівно, краще, ніж наявного світлофора, так що заміну семафорів світлофорами слід розглядати, взагалі кажучи, як компроміс, а не беззаперечний крок вперед. Нарешті, розвиток систем автоматичної локомотивної сигналізації (АЛС) на багатьох залізничних мережах знизило гостроту проблеми видимості сигналів на великій відстані в деяких несприятливих умовах. Історично, відповідно, ці перші світлові покажчики практично по всьому світу були прийняті таким чином: «Стій! Проїзд заборонений» - червоний вогонь, і «Проїзд дозволений» - білий вогонь.

#### Основні показання поїзних світлофорів
До Радянського Союзу світлофорної сигналізації, як такої, не було (лише семафори та напівавтоматична сигналізація), лише в 1965 році запровадили дану сигналізацію, про яку розповідатиметься нижче.
У радянській світлофорній сигналізації використовуються 5 кольорів, які мають такі назви: червоний, жовтий, зелений, місячно-білий, синій. У локомотивних світлофорах, які знаходяться в кабіні управління, є 5 осередків, що світяться: біла, червона, червоно-жовта (вона складається з червоної і жовтої половин), жовта, зелена.
При цьому для основних поїзних показань світлофорів використовуються червоний, жовтий і зелений кольори. На відміну від багатьох інших систем сигналізації в світі, де будь-який сигнал має коротку смислову назву, яка і є для нього офіційною, в радянській системі офіційною назвою показання є його описова, «колірна» назва, існує також порівняно довгий, майже повний смисловий опис в офіційній інструкції (ІСІ, Інструкція з сигналізації), а офіційної короткої словесної назви, крім «колірної», не існує.
- Сигнали, що застосовуються при русі без відхилень по стрілочних переводах

| Зображення (приклади) | Назва                              | Опис і коментарі |
| --------------------- | ---------------------------------- | --- |
| Красный               | «Один червоний вогонь»             | Стій! Забороняється проїжджати сигнал! |
|                       | «Один жовтий вогонь»               | Дозволяє проїхати сигнал зі швидкістю не більше 60 км/год, наступний світлофор закритий. |
|                       | «Один зелений вогонь»              | Дозволяє проїхати сигнал зі встановленою швидкістю, наступний світлофор відкритий. |
| Main-green-yellow     | «Один жовтий і один зелений вогні» | Застосовується тільки на ділянках з чотиризначним автоблокуванням, та дозволяє проїхати сигнал зі встановленою швидкістю, і попереджає про те, що наступний сигнал має показання «один жовтий вогонь. |
|                       | «Один жовтий миготливий вогонь»    | Застосовується на предвхідних світлофорах - прохідних світлофорах, що стоять перед вхідними (при автоблокуванні), та попереджувальних (при напівавтоматичному блокуванні) і сигналізує про те, що вхідний світлофор відкритий і вимагає проходження із зменшеною швидкістю, при цьому поїзд приймається на бокову колію станції. |
|                       | «Один зелений миготливий вогонь»   | Застосовується також на предвхідних світлофорах, але тільки на ділянках зі швидкісним рухом, обладнаних автоблокуванням. Сигнал має те ж значення, що і «жовтий миготливий», але при цьому вказує, що швидкість проходження вхідного світлофора не повинна перевищувати 80 км/год. Якщо стрілочні переводи станції дозволяють поїзду розвинути швидкість до 120 км/год при прийомі на бокову колію, даний сигнал також застосовується. |

- Сигнали, що застосовуються при русі зі зменшеною швидкістю з відхиленням по стрілочних переводах.

| Зображення (приклади) | Назва                                        | Опис і коментарі |
| --------------------- | -------------------------------------------- | --- |
|                       | «Два жовтих вогні»                           | Дозволяє проїхати сигнал зі зменшеною швидкістю 40 км/год, вказує на відхилення по стрілочному переводу, і попереджає, що наступний сигнал закритий.       |
|                       | «Два жовтих вогні, з них верхній миготливий» | Дозволяє проїхати сигнал зі зменшеною швидкістю 40 км/год, вказує на відхилення по стрілочному переводу, і інформує, що наступний сигнал відкритий.        |
|                       | «Один жовтий миготливий вогонь»              | Дозволяє проїхати сигнал зі встановленою швидкістю, і попереджає, що наступний сигнал відкритий, і вимагає пройти сигнал зі зменшеною швидкістю 40 км/год. |

- Сигнали, що застосовуються при русі з відхиленням по швидкісних стрілочних переводах. На жвавих маршрутах встановлюються стрілочні переводи з хрестовинами пологих марок, які допускають велику швидкість руху по відхиленню. На залізницях країн колишнього СРСР з них застосовуються головним чином стрілочні переводи з хрестовинами марки 1/18, допускають рух по відхиленню зі швидкістю до 80 км/год. Для вказівки вимоги такої швидкості руху існує ще ряд покажчиків. У них використовується так звана зелена смуга, що світиться - зазвичай це група з трьох зелених лінзових комплектів, розташованих горизонтально під загальним козирком.

| Зображення (приклади) | Назва                                                                            | Опис і коментарі |
| --------------------- | -------------------------------------------------------------------------------- | --- |
|                       | «Два жовтих вогні і зелена смуга, що світиться»                                  | Дозволяється проїжджати сигнал зі швидкістю не більше 60 км/год (аналогічно сигналу «один жовтий») з відхиленням по стрілочних переводах з хрестовинами пологих марок, і попереджає, що наступного сигнал закритий. |
|                       | «Два жовтих вогні, з них верхній миготливий, і одна зелена смуга, що світиться»  | Дозволяє проїхати сигнал зі швидкістю не більше 80 км/год з відхиленням по стрілочних переводах з хрестовинами пологих марок, і попереджає, що наступний сигнал відкритий, і вимагає проходження із зменшеною швидкістю (зазвичай за умовчанням 40 км/год, не застосовується перед сигналом один жовтий вогонь).                                   |
|                       | «Один зелений миготливий і один жовтий вогні, і одна зелена смуга, що світиться» | Дозволяє проїхати сигнал зі швидкістю не більше 80 км/год з відхиленням по стрілочних переводах з хрестовинами пологих марок, і інформує, що наступний сигнал відкритий, і дозволяє рух зі швидкістю до 80 км/год, але можливо, і з встановленої. (Тут також не розрізняються сигнали, що дозволяють швидкість тільки до 80 км/год і встановлену). |
|                       | «Один зелений миготливий вогонь»                                                 | Дозволяє проїхати сигнал зі встановленою швидкістю, і попереджає, що наступний сигнал відкритий, і вимагає пройти сигнал зі швидкістю не більше 60 км/год. |

- Сигнали, що застосовуються на вихідних світлофорах при відправленні на перегін, рух по якому буде здійснюватися тільки за показаннями автоматичної локомотивної сигналізації (без підлогових прохідних світлофорів).

| Зображення (приклади) | Назва                                               | Опис і коментарі |
| --------------------- | --------------------------------------------------- | --- |
|                       | «Один жовтий і один місячно-білий вогні»            | Дозволяє проїжджати сигнал (практично - зі швидкістю, як правило, не більше 60 км/год), відправитися на перегін і слідувати далі за показаннями локомотивного світлофора автоматичної локомотивної сигналізації, і попереджає, що попереду вільна одна блок-ділянка.                                                   |
|                       | «Один зелений і один місячно-білий вогні»           | Дозволяє проїжджати сигнал (зі встановленою швидкістю), відправитися на перегін і слідувати далі за показаннями локомотивного світлофора автоматичної локомотивної сигналізації, і інформує, що попереду вільні дві (або більше) блок-ділянок.                                                                         |
|                       | «Один жовтий миготливий і один місячно-білий вогні» | Дозволяє проїхати сигнал зі швидкістю не більше 40 км/год, відправитися на перегін двоколійної ділянки по неправильному шляху, і слідувати далі за показаннями локомотивного світлофора автоматичної локомотивної сигналізації. Кількість вільних блок-ділянок, взагалі кажучи, не визначається, згідно з інструкцією. |

- Маневрове показання поїзного сигналу, і показання при відправленні на перегін, не обладнаний колійним блокуванням.

| Зображення (приклади) | Назва                       | Опис і коментарі |
| --------------------- | --------------------------- | --- |
|                       | «Один місячно-білий вогонь» | Дозволяє маневровому складу рухатися за сигнал, інформує про готовність маршруту. Рухатися дозволяється до наступного поїзного або маневрового світлофора, до кордону станції, або до будь-яких точок, що визначаються ТРА станції. Нічого не говорить про допустиму швидкість руху по маршруту, і про вільність або зайнятість ділянок маршруту. Застосовується, як правило, на станціях, обладнаних електричною централізацією, але не на всіх таких станціях. |
|                       | «Один місячно-білий вогонь» | Каже про готовність маршруту відправлення на перегін або відгалуження, не обладнаний колійним блокуванням (в тому числі такі, де застосовується електрожезлова система, рух по поїзним телефонограмам, або інші способи організації руху, крім напівавтоматичного блокування, автоблокування або автоматичної локомотивної сигналізації як самостійного засобу сигналізації) тільки в межах станції, але не є дозволом для відправлення на перегін.              |

Існує окремий тип двоколірних або трьохколірних залізничних світлофорів — маневрові, які подають такі сигнали:
| Зображення (приклади) | Назва                       | Опис і коментарі |
| --------------------- | --------------------------- | --- |
|                       | «Один місячно-білий вогонь» | Дозволяється проводити маневри |
|                       | «Два білих вогні»           | Дозволяється проводити маневри, колія вільна (в деяких випадках даний сигнал показує, що всі колії, які огороджує даний світлофор, вільні) |
|                       | «Один синій вогонь»         | Забороняється проводити маневри |

У певних випадках замість синього вогню маневрові світлофори мають заборонне показання у вигляді червоного вогню. Фактично, червоний вогонь застосовується в абсолютній більшості тих місць, де не існує поїзних маршрутів, тобто де все переміщення рухомого складу є тільки маневровими.

## Світлофорна сигналізація на коліях незагального користування
На коліях незагального користування застосовується проста, зрозуміла всім світлова сигналізація. Червоний і зелений вогні зазвичай забороняють або дозволяють проїзд відповідно.